# 블라디미르 로스키

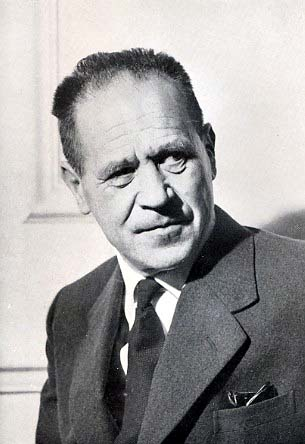

블라디미르 니콜라예비치 로스키(Vladimir Nikolayevich Lossky,러시아어: Владимир Николаевич Лосский, 1903년 ∼ 1958년)는 정교 신학에서 ‘신교부’ 종합 파리 학파의 창시자로 일컬어지는 신학자이다.

## 생애
1903년 6월 8일에 독일 괴팅겐에서 유명한 직관주의 철학자 니콜라이 오누프리예비치 로스키의 아들로 태어났다. 러시아의 페트로그라드대학교에서 1920년부터 1922년까지 공부하다가, 1922년 레닌에 의해 두 차례에 걸쳐 자행된 인텔리겐치아 추방 행렬에 끼여 아버지 로스키를 비롯한 가족들과 함께 유럽으로 추방당했다. 처음에는 프라하에 살면서 유명한 비잔틴학자이자 예술학자인 니코짐 파블로비치 콘다코프 밑에서 공부하다가, 1924년에 파리로 이사해 소르본대학교에 입학하고, 1928년에 아내 막달리나 이사코브나 말키엘샤피로와 결혼하여 자녀 넷을 두었다. 1925년부터 1926년 사이에는 모스크바 정교회에서 프랑스에 정교를 전파하기 위해 세운 트료흐스뱌치첼 예배당의 총주교 포티야 명의의 수도사제단에 들어갔다. 이 시기부터 러시아 교회의 정통적 전일성을 수호하기 시작하고, 저작 활동에 들어갔다. 그리고 1939년에 프랑스 시민권을 획득했다. 1940년부터 1944년 사이에는 프랑스 레지스탕스 활동에 가담하고, 1944년 12월에 프랑스가 해방된 후 파리에 성 디오니시우스 프랑스 정교대학이 설립되자, 그곳에서 몇 년 동안 교리 신학과 교회사를 강의했다. 1945년부터 1953년까지 그 신학교에서 학장으로 일하며, 파리의 성 주느비에브 거리에 첫 프랑스 이민 정교 교구가 만들어지도록 힘썼다. 1947년부터는 영국 최초의 순교자인 성자 알바니야와 성 라도네슈스키 영러 협의회 컨퍼런스에 참석했다. 생애 말기에는 서구 유럽 총주교구 산하 사제 과정에서 강의를 하며 신학과 철학 학술회에 적극적으로 참여했다. 1956년에 로스키는 러시아를 방문하고 1958년 2월 7일에 파리에서 사망했다.

## 같이 보기
- 정수 (기독교)
- 신격화
- 신현
- 앙리 베르그손
- 로완 윌리암스